# Great Musgrave
Great Musgrave is een dorpje in het district Eden in het Engelse graafschap Cumbria. Het maakt deel uit van de civil parish Musgrave.
De huidige dorpskerk van Great Musgrave werd in 1845-46 gebouwd op hogere grond dan twee eerdere kerken. Deze moeten aan de rivier de Eden hebben gestaan en geregeld overstroomd zijn geweest.